# 웃고 사는 박서방
웃고 사는 박서방은 1972년 공개된 대한민국의 영화이다.

## 배역
- 박노식
- 신성일
- 윤정희
- 안인숙
- 김희라
- 허장강
- 정혜선
- 사미자
- 김경수
- 윤연경
- 김무영
- 김웅
- 박예숙
- 남충일
- 임예심